# Štefan Furijan
Štefan Furijan, slovenski baletni plesalec, * 6. julij 1942, Varaždin, † 25. februar 2022, Zagreb.
Štefan Furijan, sin igralca Maksa Furijana, je po končani srednji baletni šoli v Ljubljani nastopal v baletnih ansamblih ljubljanske (1960-1966) in zagrebške opere (1967-1991). Samostojno ali z zagrebškim ansamblom je gostoval v Avstriji, Franciji, Italiji Nemčiji, Sovjetski zvezi in Združenih državah Amerike. Posebej se je odlikoval v vlogah dramskega značaja.